# هيب هوب
الهيب هوب (بالإنجليزية: Hip hop)‏ أو هيپ هوپ أو موسيقى الهيب هوب أو موسيقى الرّاب وهو أحد أنواع الموسيقى والثقافة في الولايات المتحدة الأمريكية وهي موسيقى شعبيّة طوّرها الامركيون الأفارقة والأمريكيون اللاتينيون. يعتبر حركة ثقافية للسود أو الأمريكيين الأفارقة.
نشأ الهيب هوب منذ عام 1970 في نيويورك تحديداً في حيّ البرونكس ولم يعرف إلاّ في عام 1979 جرّاء عائق الفقر الذّي لم يساعد في انتشار هذه الثقافة بسرعة وقد كان كرد فعل لما تعرضوا له من عنصرية وكنوع من التعبير عن الذات ضد المشاكل الاجتماعية مثل الفقر والبطالة والعنصرية والظلم ليصبح ثقافة وفنا مستقلا فيما بعد.
صرح باترسون أستاذ نشط في موسيقى الهيب هوب «ثقافة الهيب هوب هي رد على الظلم والعنصرية الذي تعرض له السود من البيض وهو أيضا نظام للاتصال بين السود في جميع أنحاء الولايات المتحدة»
كان أحد الفوائد التي يتمناها من طور ثقافة الهيب هوب هو إشغال الشباب السود في أمريكا للانضمام لفرق الهيب هوب والمنافسة في الرقص والغناء بدل الانضمام للعصابات والعنف والمخدرات، والمشكلة فيما بعد صارت حفلات الهيب هوب مكانا لاستعراض الأسلحة والمخدرات. وأصبحت العصابات متواجدة ومسيطرة على هذه الحفلات.
والهيب هوب له سمعة سيئة في أوساط الأمريكيين البيض حيث العديد منهم يعتقدون أنه يتكون من الفاحشة والعنف ومناهضة البيض والنساء والحقيقة الملاحظ من ناحية مشاركة النساء السود أنه قليل وأغلب الرابرز رجال ويدخلون العنصر النسائي فقط للتعبير عن الجنس.
اللغة المستخدمة في الهيب هوب هي الإنجليزية للأمريكيين من أصول أفريقية (وهناك كلمات مختصرة تستخدم فمثلا كلمة ديس (diss تعني disrespect وهذا يعني باللغة العربية عدم احترام الخصم والآن يستخدمون هذه الكلمة للتعبير عن التحدي والمنافسة بين الرابرز) وكثير من الكلمات التي دخلت مع ثقافة الهيب هوب يعتبر إمينيم وهو أحد أعظم الأسماء في تاريخ الراب إختصاصي في هذا النوع من الراب وهو ما أثبته عدت مرات وجسده في فيلمه الشهير 8أميال.
وقد انتشرت في السنوات الأخيرة ثقافة الهيب هوب في جميع أنحاء العالم بين فئة الشباب وخصوصاً من له أصول أفريقية فانتشر في أوروبا وإفريقيا وآسيا وكان أحد أهم الأسباب نفوذ الثقافة الأميركية في جميع أنحاء العالم من خلال السينما أو وسائل الاعلام المختلفة كما أن الهيب هوب يعطي الشباب حرية في التعبير ليست موجودة في أي فن آخر وكذلك السهولة بحيث يستطيع أي رابر كتابة كلمات ووضع موسيقى عليها من خلال برامج كمبيوتر جاهزة وبذلك يصبح رابر.
وبالنسبة للراب فهو أحد عناصر ثقافة الهيب هوب الخمسة.

## أبرز أحداث وفناني قصة الهيب هوب

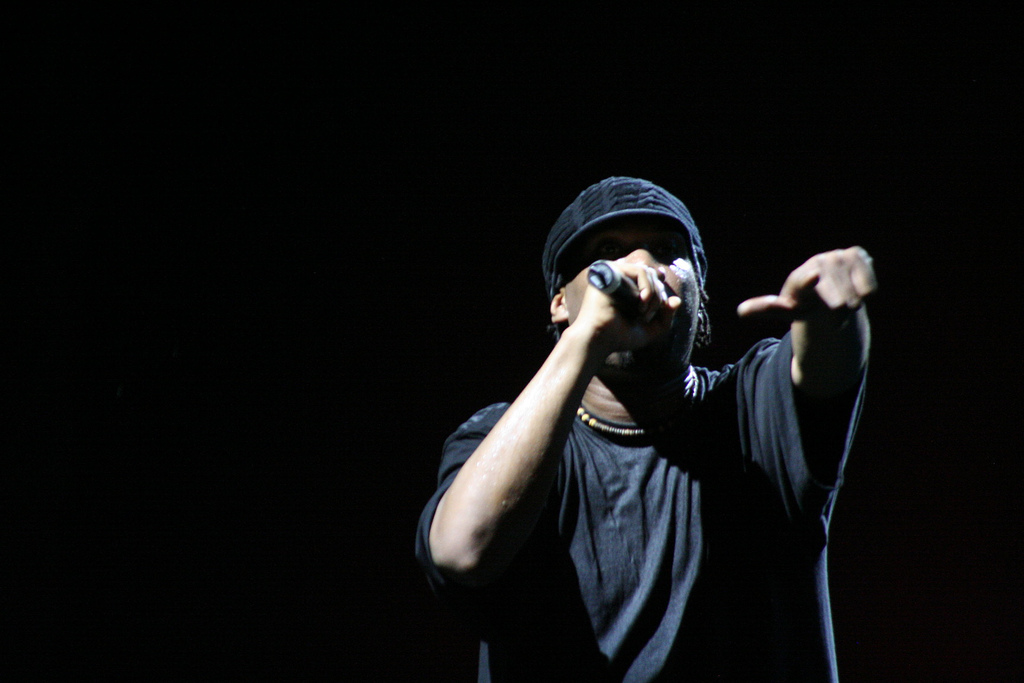
أداء كاي أر إس- ون في عام 2007

الهيب هوب كنوع موسيقي وثقافة تم تشكيلها خلال السبعينيات عندما أصبحت الحفلات تقام بشكل متزايد في مدينة نيويورك، خاصة بين الشباب الأمريكيين من أصل أفريقي المقيمين في برونكس. ومع ذلك، لم يتم تسجيل موسيقى الهيب هوب رسميًا وعرضها على الراديو أو التلفزيون والإعلام عموما حتى عام 1979 ، ويرجع ذلك إلى حد كبير من الفقر أثناء نشأة الهيب هوب وعدم قبوله خارج الأحياء الشعبيّة. ومن الفنانين البارزين في ذاك الوقت هم DJ Kool Herc، Grandmaster Flash and The Furious Five، Fab Five Freddy، Marley Marl، Afrika Bambaataa، Kool Moe Dee، كورتيس بلو، Doug E. Fresh، Whodini, Warp, Spoonie Gee.تعتبر أغنية Rapper’s Delghit لِـ The Sugarhill Gang أول تسجيل للهيب هوب سنة 1979 يكتسب شعبية واسعة النطاق ويعود لها فضل كبير جدّا في انتشار الهيب هوب.تميزت الثمانينيات بتنويع موسيقى الهيب هوب حيث طورت وأنتجت أنماطًا أكثر تعقيدًا. قبل 1980 ، كانت موسيقى الهيب هوب محصورة إلى حد كبير داخل الولايات المتحدة الأمريكية. لكن خلال الثمانينيات، بدأت في الانتشار في عشرات البلدان، والكثير منها خلط الهيب هوب مع الأنماط المحلية لإنشاء أنواع فرعية جديدة.
المدرسة الجديدة وما تعرف بالانجيزية بـ: New School وهي الموجة الثانية من موسيقى الهيب هوب، التي نشأت بين 1983-1984 مع تسجيلات ران- دي أم سي وLL Cool J . وفترة العصر الذهبي للهيب هوب كانت بين منتصف الثمانينيات وأوائل التسعينات. من الفنانين البارزين من هذا العصر: 2pac[بحاجة لمصدر] Juice Crew، بابليك إنيمي، اريك بي و راكيم ‏، Boogie Down Productions، KRS-One، EPMD، Slick Rick، Beastie Boys، Kool G Rap، Big Daddy Kane، Ultramagnetic MCs، دي لا سول، A Tribe Called Quest. راب العصابات وما يعرف بالإنجليزية بـ: Gangsta Rap وهو نوع فرعي من موسيقى الهيب هوب التي غالبًا ما تركز على أنماط الحياة القاسية والظروف الفقيرة للشباب، ويعدّ كلّ من Schoolly D، N.W.A، Ice-T، Ice Cube، Geto Boys الفنّاين المعرفين بمزج الجزء السياسي، الاجتماعي والإجرامي بين عصابات الراب في أغانيهم. وبالنسبة لأسلوب الهيب هوب في الساحل الغربي، سيطر جي فانك على الهيب هوب لعدة سنوات خلال التسعينات مع فنانين مثل Dr. Dre وSnoop Dogg. كما وسيطر على موسيقى الهيب هوب في الساحل الشرقي في أوائل ومنتصف التسعينات موسيقى الأفرو سنتريك المركزة وموسيقى الهيب هوب البديل بالإضافة إلى موسيقى الراب هاردكور ومن أبرز فنانيه موب ديب، وو تانج كلان، Onyx، ولا سهو ان راب العصابات قد سيطر على الساحل الشرقي أيضا فمن أبرز فنانيه: Kool G Rap، نوتوريوس بي. آي. جي.. في التسعينات، بدأ الهيب هوب في التنويع مع ظهور أنماط إقليمية أخرى، مثل الراب الجنوبي وأتلانتا هيب هوب. في الوقت نفسه، استمر تطور الهيب هوب في صنع أنواع أخرى من الموسيقى، ومن الأمثلة على هذه الموسيقى الجديدة النيّأو سول التي مارسها مثلا لورين هيل، إيريكاه بادو، Jill Scott وكمثال آخر عن نوع آخر النّو ميتال وكميثال على فنانيه كورن، ليمب بيزكت. ثم أصبح الهيب هوب النوع الأكثر مبيعًا في منتصف التسعينات ونوع الموسيقى الأكثر مبيعًا بحلول عام 1999. استمرت شعبية موسيقى الهيب هوب حتى العقد الأول من القرن الحادي والعشرين والدليل على انتشار هذا الفن هو أكثر فنان مبيعا في القرن 21 هو الرابر Eminem وهو إنجاز مسبوق لهذا الفن متفوقا على فنانين الروك والبوب حيث لم يسبق وأن حقق ذلك أي رابر من قبل، مع مواصلة تأثيرات الهيب هوب التي تجد اندمجت بشكل متزايد مع موسيقى البوب السائدة. وشهدت الولايات المتحدة أيضًا نجاح الأساليب الإقليمية مثل crunk (و من فنّانيه البارزين: Lil Jon & East Side Boys ، Ying Yang Twins)، وهو نوع جنوبي أكد على الإيقاعات والموسيقى أكثر من الكلمات. وبدءًا من عام 2005 ، بدأت مبيعات موسيقى الهيب هوب في الولايات المتحدة في التراجع بشدة. خلال منتصف العقد الأول من القرن الحادي والعشرين، حصل الهيب هوب البديل على مكان أكثر شعبيّة، ويرجع ذلك جزئيًا إلى نجاح تقاطع الفنانين مثل OutKast وKanye West. خلال أواخر 2000 وأوائل 2010 ، كان مغني الراب مثل Eminem و Lil Wayne و Soulja Boy و B.o.B أكثر مغني الراب شعبية. خلال عام 2010، كان مغني الراب مثل Drake وNicki Minaj وJ.Cole وKendrick Lamar مشهورًا للغاية. وقد كان Trap ، وهو نوع فرعي من موسيقى الهيب هوب، مشهورًا خلال عام 2010 مع فناني الهيب هوب ومجموعات موسيقى الهيب هوب مثل Migos وTravis Sott وكوداك بلاك.

## أصل المصطلح
غالبًا ما يُنسب إنشاء مصطلح الهيب هوب إلى كيث كاوبوي، مغني الراب مع Grandmaster Flash The Furious Five and. ومع ذلك، استخدم Lovebug Starski وKeith Cowboy وDJ Hollywood المصطلح عندما كانت الموسيقى لا تزال تُعرف باسم موسيقى راب الديسكو. يُعتقد أن كاوبوي خلق هذا المصطلح أثناء مضايقة صديق انضم للتو إلى الجيش الأمريكي، عن طريق scat singing من خلال غناء عبارة "hip / hop / hip / hop" بطريقة تحاكي الإيقاع الإيقاعي للجنود الذين يسيرون. عمل كاوبوي لاحقًا على إيقاع «الهيب هوب» في جزء من أدائه المسرحي، والذي تم استخدامه بسرعة من قبل فنانين آخرين مثل The Sugarhill Gang في "Rapper's Delight". يرجع الفضل إلى مؤسس شركة Universal Zulu Nation Afrika Bambaataa أولاً في استخدام المصطلح لوصف الثقافة الفرعية التي تنتمي إليها الموسيقى؛ على الرغم من أنه يقترح أيضًا أنه كان مصطلحًا مهينًا لوصف نوع الموسيقى. أول استخدام للمصطلح المطبوع كان في the village Voice ، بقلم ستيفن هايغر، مؤلف لاحق من تاريخ 1984 من موسيقى الهيب هوب.

## العناصر الاساسية الخمسة للهيب هوب
1.دي جي DJing

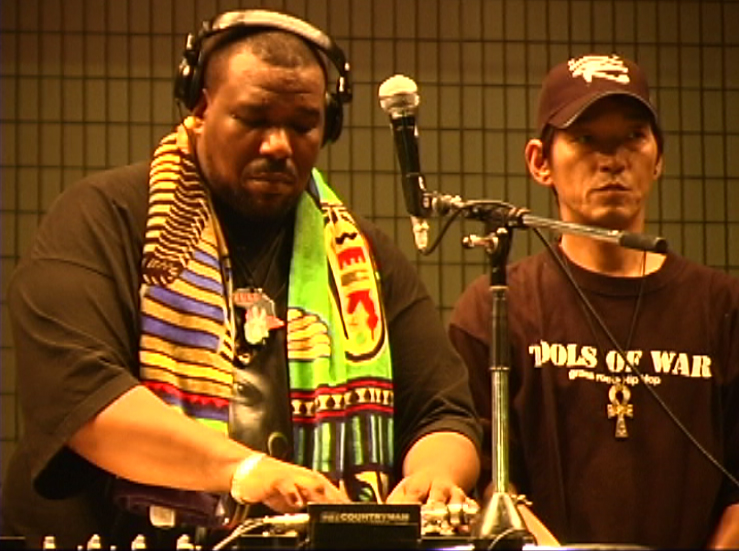
أفريكا بامباتا مع الدي جي DJ يوتاكا Zulu Nation اليابان، 2004.

دي جي هو فن تشغيل الأقراص الموسيقية والتلاعب بها على أنغام متعددة وقد تصل بذلك درجة اختلاط الموسيقى بأخرى لتكون مزيجاً موسيقياً بامتياز.
2.الكتابة على الجدران (Graffiti):

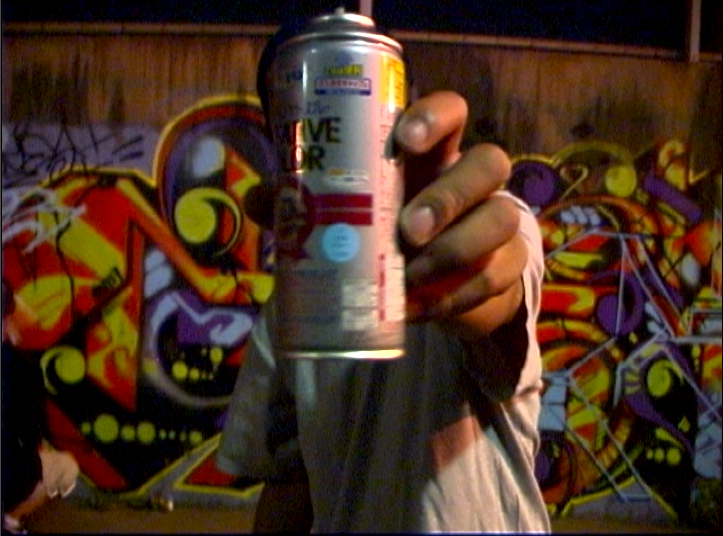
aerosol paint ادوات الكتابة والرسم على الجدران

انتشرت الكتابة على الجدران في جميع أنحاء أميركا منذ أواخر عام 1960، وكتابة الشعارات على الجدران تستخدم كنوع من التعبير من قبل النشطاء السياسيين، وأيضا من قبل عصابات أو التعبير عن الغضب لشخص آخر وشتمه ويحاول بأغاثته.
العلاقة بين الكتابة على الجدران وثقافة الهيب هوب نشأت عندما كان أوائل فناني الشعارات والكتابة على الجدران أيضا عناصر في فرق الهيب هوب، والتي كانت في مناطق فيها عناصر أخرى من الهيب هوب فأصبحت كل مجموعة تطور أشكالها الفنية.
الكتابة على الجدران يمكن تعريفها بأنها التعبير البصري لموسيقى الراب والهيب هوب.
3.رقص البريك دانس Breakdance

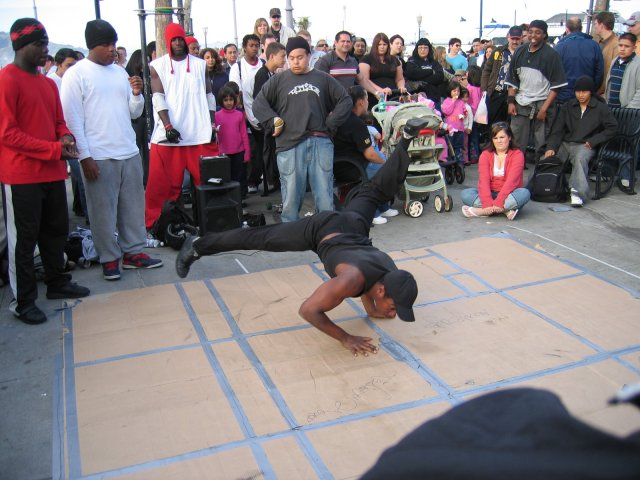
رقصة البريك دانس في أحد شوارع سان فرانسسكو

ورقص البريك دانس يكون على موسيقى الهيب هوب وتطور باعتباره جزءاً من ثقافة الهيب هوب.
وأيضا يمكن تعريفه أنه التعبير الجسدي لموسيقى الراب.
وأصبح الآن الرقص في الشوارع بريك دانس له منافسات ومسابقات في أمريكا وخارجها.
4.موسيقى الراب Rap

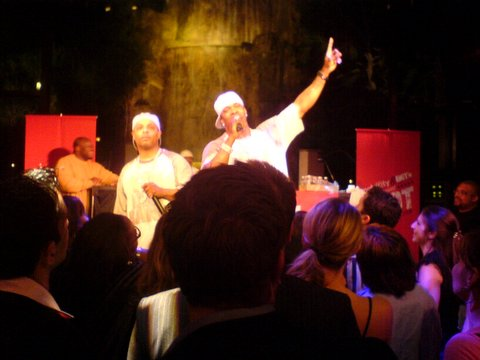
الرابر Busta Rhymes في حفلة راب في لاس فيغاس

موسيقى الراب هي العنصر الأساسي في ثقافة الهيب هوب. والراب تقريبا يحتل المنطقة الرمادية بين الكلام والنثر والشعر والغناء. ويمكن أن يكون بإيقاع أو بدون.
وباختصار نستطيع تعريف الراب بأنه موسيقى غنائية سريعة يقوم مؤديها بترديد (وليس غناء) إيقاعي سريع لكلمات الأغنية المكونة من عدد كبير من القوافي تعالج عدد من مواضيع والتي قد تكون شخصية أو اجتماعية أو عاطفية أو سياسية وغالباً ما تكون مثيرة للجدل ومتحررة إلى حد كبير فهناك جرأة في استخدام أي لفظ بدون أي تحفظ.
إن مؤدي الراب لا يغني كلمات الأغنية بل يرددها وجمال صوته يعد عاملا ثانويا (ولا ننكر انه يوجد رابرز اصواتهم جميلة ولكن عموماً من غير المهم في أغاني الراب الصوت الجيد) فيمكن لأي شخص أن يغني الراب ولهذا السبب لا يسمى مغني بل مؤدي راب أو رابر Rapper.
5- بيت بوكس beatbox
من عناصر ثقافة الهيب هوب، وهو شكل من أشكال الإيقاع الصوتي الذي يعتمد بشكل رئيسي على إنتاج قرع الطبول والإيقاع والأصوات الموسيقية باستخدام فم واحد، الشفتين واللسان، والصوت، وأكثر من ذلك بكثير في بعض الأحيان. كما قد يتضمن أيضا الغناء والتقليد أحياناً، ومحاكاة العديد من الأدوات الموسيقية مثل البوق وكل شيء يمكن أن يخطر على بالك. يرتبط البيت بوكس مع ثقافة الهيب هوب على الرغم من أنها لا تقتصر على موسيقى الهيب هوب.